# Тюшевские источники
Тюшевские источники (Большие и Малые) — минеральные источники на полуострове Камчатка. Находятся на территории Елизовского района Камчатского края, в пределах Кроноцкого заповедника.
Впервые описаны в 1927 году. Названы в честь исследователя Камчатки, врача В. Н. Тюшова.
Расположены в долине реки Тюшевки в 15-18 км от устья. Температура источников от 50 до 65 °C. Дебит источников 70 л/с. Вода минеральных источников щелочная, маломинерализованная, натриево-сульфатно-хлоридная с повышенным содержанием кремнекислоты.
Близ источников отмечено 8 видов растений, занесенных в Красную книгу Камчатки.